# Балльгаузен
Бальгаузен (нім. Ballhausen) — громада в Німеччині, розташована в землі Тюрингія. Входить до складу району Унструт-Гайніх. Складова частина об'єднання громад Бад-Теннштедт.
Площа — 14,72 км2. Населення становить 826 ос. (станом на 31 грудня 2021).

## Галерея

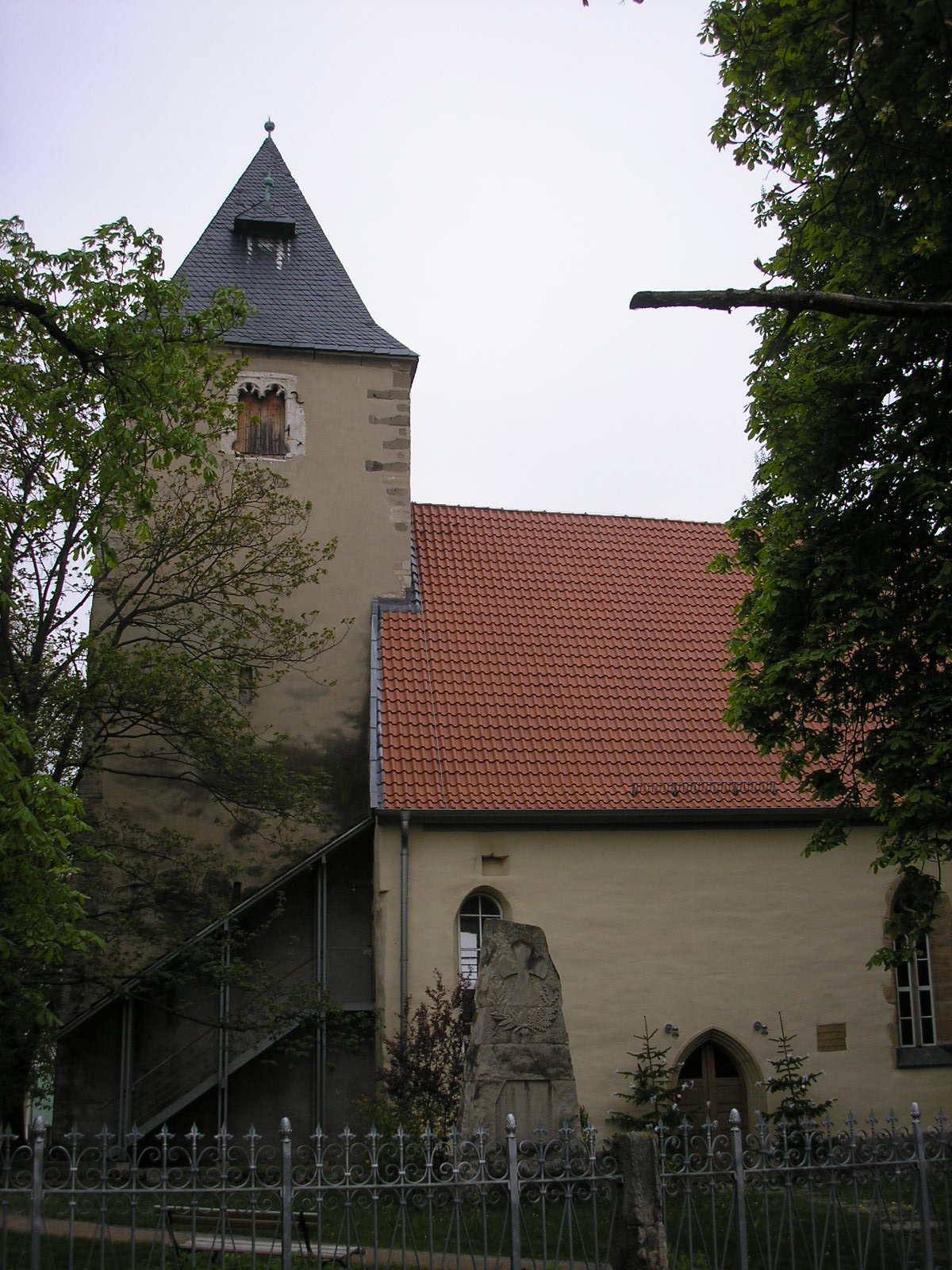
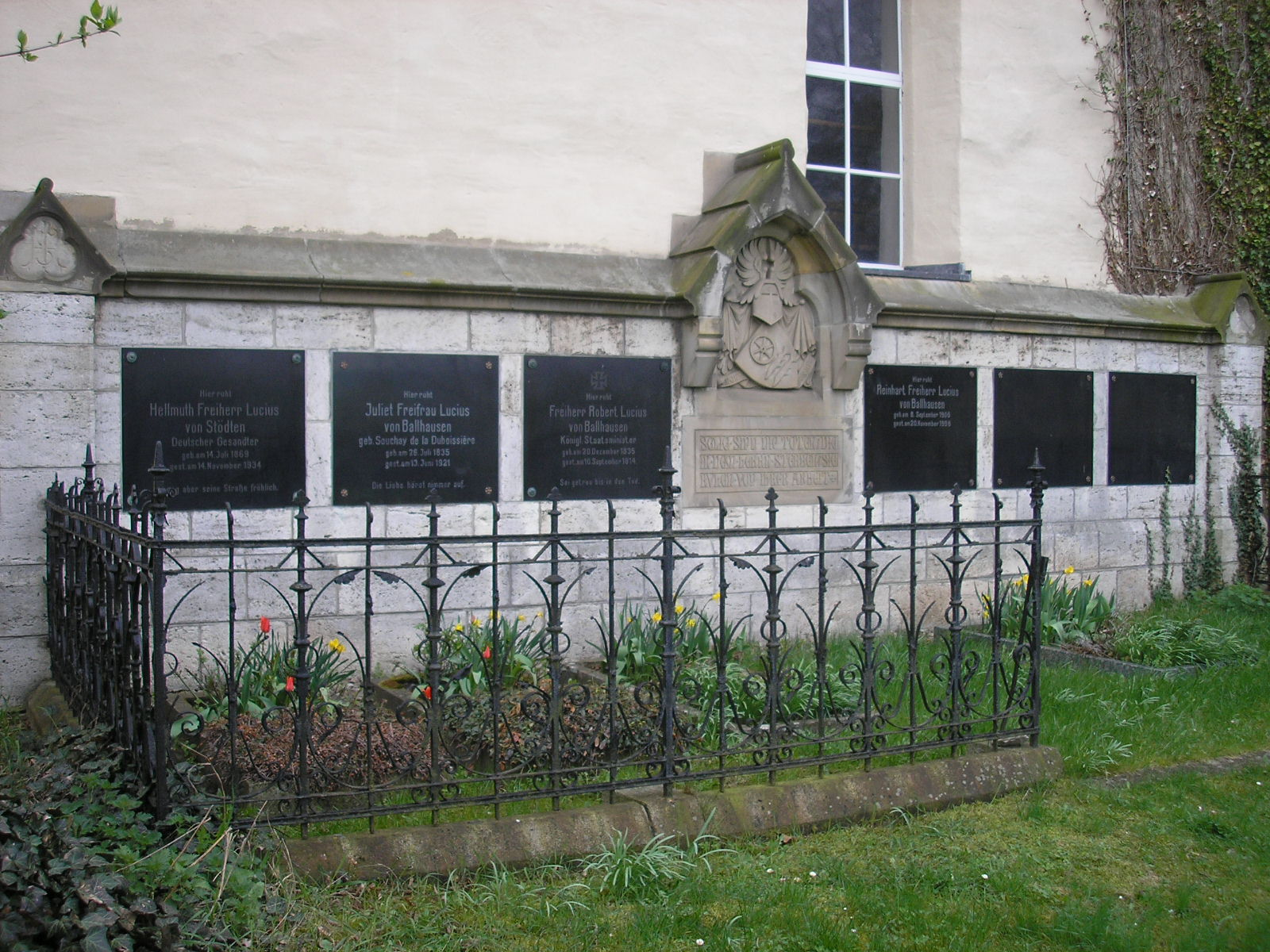